# プレシジョニスト
プレシジョニスト（Precisionist　1981年2月11日 - 2006年9月27日）は、アメリカ合衆国で生産・調教された競走馬・種牡馬。
1980年代半ばにG1競走を6勝。2歳から7歳まで、6ハロンから10ハロンという幅広い年代・距離で活躍した馬である。2003年、アメリカ殿堂入り。

## 経歴
各競走の出典については競走成績の節を参照。

### 2歳（1983年）
生産者のフレッド・W・フーパーは1945年のケンタッキーダービーに勝利したのを皮切りに数々の大レースに勝利してきた名ブリーダーで、アメリカ殿堂馬スーザンズガールなどを生産している。
1983年7月にテリー・リプハムを鞍上に、ハリウッドパーク競馬場の未勝利戦（ダート6ハロン）でデビュー。1番人気にこたえて7と1/2馬身差を着けての勝利。続けて10日後のハリウッドジュヴェナイルチャンピオンシップステークス（G2・D6F）に出走。1番人気に支持されるが、後にこの年のエクリプス賞最優秀2歳牝馬を受賞するアルセアから14馬身離された5着に完敗。
鞍上をクリス・マッキャロンに代え、10月のアローワンス（D6.5F)に出走して勝利。以降、ほとんどのレースでマッキャロンが騎乗した。更に1ヶ月後の分割競走ホイストザフラッグステークス（LS・芝8F）に出走。G1 ノーフォークステークスに勝利しているファリタイムとの競り合いから 1/2馬身差をつけて連勝を飾った。
そして12月のハリウッドフューチュリティ（G1・D8.5F）でG1に初挑戦。プレショジニストは2.9倍で1番人気、アルセアが2番人気、ホイストザフラッグステークスの分割競走のもう一方の勝ち馬・アーティーチョークが3番人気、G2 エルカミーノリアルステークス勝ち馬のボールド・T・Jが4番人気、ファリタイムが5番人気だった。レースでは逃げを打つものの途中から失速し、勝ったファリタイムから11馬身差を付けられての10着に完敗。2歳シーズンを5戦3勝で終えた。

### 3歳（1984年）
休まず、年明け1月のサンミゲルステークス（LS・D6F)に出走して勝利。しかし次走のサンヴィセンテS（G3・D7F）では2着に惜敗。更に1ヶ月後のサンラファエルステークス（G2・D8F）に出走。ファリタイムに5馬身差を着けての完勝。
そして4月のサンタアニタダービー（G1・D9F）に出走。1番人気で挑むものの伏兵マイティアドヴァーセリーに1 1/4馬身差を付けられての2着に敗北。
その後、ケンタッキーダービーには向かわずに西海岸に留まって5月のスポットライトハンデキャップ（LS・T8F）・6月のシルヴァースクリーンハンデキャップ（G2・D9F）に出走するが6着・3着に敗北。
更に7月のスワップスステークス（G1・D10F）に出走。4.7倍の3番人気で挑んだレースはスタートから快調に逃げ、サンタアニタダービー3着馬プリンストゥルーに10馬身の差を着けての大勝。G1初勝利を飾った。
その後、8月のデルマーダービー（G2・T9F）に出走するが7着に完敗。続く9月のデルマーハンデキャップ（G2・D10F）では2着ペアオブデューシズに1と3/4馬身をつけて勝利。
9月末には南部ルイジアナダウンズ競馬場へ遠征してスーパーダービー（G1・D10F）に出走。この年のプリークネスステークスの勝ち馬ゲートダンサーが1番人気、ウィリー・シューメーカーに乗り替わったプレシジョニストは2.7倍で2番人気。レースは逃げを打つプレシジョニストに対して後方待機策のゲートダンサー。プレシジョニストはそのままゴールへ逃げ込もうとするが直線に入って鋭く追い込んできたゲートダンサーに首差差されての2着になった。しかしゲートダンサーの2分と1/5はコースレコードで、3着ビッグピストルとは実に11馬身の差が開いており、負けたとはいえプレシジョニストの実力もまた高いということを示すレースだった。
そして西海岸へ戻り、11月ハリウッドパークで開催された第1回BCクラシック（G1・D10F）に出走。この年5戦5勝（うちG1競走4）と絶好調だったスルーオゴールドと同馬主のムガティーのカップリングが1番人気・ゲートダンサーが2番人気・ハリウッド金杯などこの年にG1を3勝しているデザートワイン (競走馬)が3番人気・プレシジョニストは8.7倍で4番人気だった。
レースは6番人気のワイルドアゲインが逃げを打ち、プレシジョニストはそれに付いていくが、1/4マイル22秒6・1/2マイル45秒6というハイペースにスタミナを消耗し、1/2マイルを過ぎたあたりから失速。そのまま7着に大敗した。
その後、暮れの分割競走マリブステークス（G2・D7F）に出走して勝利。3歳時を12戦5勝で終えた。

### 4歳（1985年）
4歳シーズンは1月末のサンフェルナンドステークス（G1・D9F）から始動。2.7倍で1番人気に押される。2番人気はゲートダンサー。スタートから逃げたプレシジョニストはそのまま2着グレイントンに4馬身差を着けての逃げ切り勝ち（ゲートダンサーはグレイントンに首差の3着）。G1競走2勝目を挙げた。
更にストラブ三冠をかけてストラブステークスに出走。ゲートダンサー・グレイトンとの再戦になるも再び2.1倍の1番人気・2番人気は同じくゲートダンサー。再びプレシジョニストが逃げ、道中では前走と同じように差を広げたもののグレイントンが差を詰めてきて直線では並びかけ、さらにゲートダンサーも追い込んできてゴール前で激しい争いになる。ほとんど並んだところでゴール。2頭から1/2馬身差の3着にゲートダンサーが入った。写真判定の結果はハナ差でプレシジョニストの勝利。ストラブシリーズのスイープを達成した（史上5頭目）。
しかしストラブステークス勝利の一週間後、プレシジョニストはせき込むようになり、調教が遅れたためサンタアニタハンデキャップは回避。3月のポトレログランデハンデキャップ（LS・D6.5F）に出走。当然の一番人気であったが6着最下位に敗北。4月のサンバーナーディノH（G2・D9F）ではグレイントンとの再戦になり、7ポンドのハンデ差もあり首差の2着に敗れる。翌5月のマーヴィンルロイハンデキャップ（G2・D8F）でもグレイントンとの勝負となるが、今度はグレイントンに4馬身差・1.32.8のコースレコードでの快勝となった。
そして6月の カリフォルニアンS（G1・D8F）に出走。プレシジョニストが126ポンドのトップハンデ・1.6倍で1番人気、グレイントンが119ポンド・3.8倍の2番人気、サンタアニタハンデの勝ち馬ロードアットウォーが126ポンド・4倍の3番人気でレースは始まった。逃げるロードアットウォー、二番手で追走するプレシジョニストだったが直線でグレイントンが前に出てそのままゴールを駆け抜け、プレシジョニストはグレイントンから2 3/4馬身差の2着に敗れた。
同月末のハリウッド金杯（G1・D10F）でもプレシジョニストの前にグレイントンが立ちふさがる。プレシジョニストが125ポンド・2倍の1番人気、グレイントンは120ポンド・2.2倍の2番人気。レースは逃げるプレシジョニスト・2番手で追うグレイントン。直線でグレイントンに抜かれ、1 3/4馬身差の2着に終わる。
その後は脚部不安を生じたために休養に入るも復帰が長引き、アケダクト競馬場で開かれたブリーダーズカップ・スプリント（G1・6F)への直行となった。グレードレースを2連勝してきたマウントリヴァーモアとパンチョビラのカップリングが4倍で1番人気、前年のBCスプリント3着馬のファイティングフィットが同じく1番人気、ぶっつけでしかも久しぶりの6ハロンということでプレシジョニストは4.4倍の4番人気に留まった。レースはマウントリヴァーモアと5番人気のスマイルが先頭集団を作り、プレシジョニストは3番手追走。直線に入っても前の2頭が競り合っていたが、プレシジョニストが差を詰めていき、スマイルを3/4馬身差し切って勝利。
その後、11月末のナショナルスプリントチャンピオンシップ（G3・D6F）に出走するも4着に敗れる。4歳時は9戦4勝、BCスプリント勝利が評価されてエクリプス賞最優秀短距離馬に選ばれた。

### 5歳（1986年）
5歳時は1月のサンパスカルハンデキャップ（G2・D8.5F）から始動。相手には3歳時に2回負けているタイツがいたが、すでにプレシジョニストとは大きな差が開いており、1.3倍の圧倒的な支持を受けて、2着ベアミニマムに4 1/2馬身差を付けての楽勝。
次走は初参戦となるサンタアニタハンデキャップ（G1・D10F)。プレシジョニストが126ポンドのトップハンデで2.2倍の1番人気。実に7回目の対戦となるグレイントンが122ポンドで同馬主のダハールとのカップリングで4倍の2番人気。レースは最低人気のヘラトが逃げ、プレシジョニストは2番手追走。しかし直線でグレイントンに抜かれ6着に完敗。次のサンバーナーディノハンデでグレイントンと8度目の対戦となったが、ここでは首差でグレイントンに勝利。グレイントンはこのレースを最後に引退、プレシジョニストとの対戦成績は4勝4敗の5分で終わった。
次走は前年に敗れていたカリフォルニアンステークス。1.5倍の1番人気に応えて5番人気のスーパーダイアモンドに半馬身差で勝利。しかし次のハリウッド金杯ではスーパーダイアモンドに逆襲されて3着に敗退。
ここで東海岸のモンマスパーク競馬場に遠征してフィリップH・アイズリンハンデキャップ（G1・D9F)に出走。ここまでG1競走7勝のレディーズシークレットが1番人気、プレシジョニストは125ポンドのトップハンデで2.7倍の2番人気。3番人気にこの年のチャールズHストラブS2着馬のルーアートがいた。レースは逃げるレディーズシークレットに対して2番手で追走するが、直線でルーアートに差し切られて2 1/4身差の2着に敗北。続けて2週間後のサラトガ競馬場のウッドワードステークス（G1・D9F）に出走。プレシジョニストは126ポンドのトップハンデで2.2倍の1番人気。レディーズシークレットとルーアートのカップリングが2番人気。レースは逃げるレディーズシークレットを2番手で追いかけ、直線で一気に突き放してレディーズシークレットに4 3/4身を付けて圧勝、G1競走6勝目を挙げた。
ウッドワードステークスの後に主戦のクリス・マッキャロンが落馬により負傷。次走のマールボロカップハンデキャップ（G1・D10F)はジョン・ヴェラスケスが騎乗して2.2倍の1番人気で挑むものの最後方から追い込んできた2番人気ターコマンに1 1/2身差を付けられての2着に敗北。
その後は目標をBCクラシックに定め、この年にブリーダーズカップが行われるサンタアニタ競馬場のヤンキーヴァローハンデ（LS・D9F)を前哨戦に選び、前走でターコマンに騎乗していたゲイリー・スティーブンスを鞍上に4 1/2身差つけての楽勝。そして本番のBCクラシックを迎える。
1番人気はパット・デイを乗せたターコマン、プレシジョニストは再びスティーブンスを乗せて2.7倍で僅差の2番人気。大きく離れた3番人気に鉄の女トリプティク、前年のサンタアニタダービー勝ち馬でプレシジョニストが勝ったこの年のカリフォルニアンステークス3着馬スカイウォーカー (競走馬)が4番人気だった。レースは9番人気ヘラトが逃げ、プレシジョニストとスカイウォーカーが2番手で追走。速い仕掛けからスカイウォーカーが先頭に立ち、プレシジョニストは追いかけるが差を詰められず。ターコマンが直線で追い込んでくるが時すでに遅し。プレシジョニストは2 1/2身差を付けられての3着に敗退した。

### 引退と復帰（1987年-1988年）
6歳シーズンも現役続行の予定であったが、年が明けてから砲骨の骨折が発見され、現役引退が決定。フーパーはプレシジョニストの権利の半分をアーサー・アップルトンに400万ドルで売却し、アップルトン所有の牧場でフーパーとアップルトンとの共同所有の種牡馬となった。しかし受胎率に大きな問題があり、結局最初の種付けからは一頭も産駒を得ることが出来なかった。この結果、フーパーはアップルトンに返金し、プレシジョニストは現役に復帰することになった。
翌1988年6月末、ハリウッドパーク競馬場でのアローワンス（D8F）にマッキャロンを乗せての現役復帰となったが、ゲートが開いて早々マッキャロンが落馬。復帰戦は失格負けとなった。続けて半月後のトムフールステークス（G2・D7F）に出走するが最下位4着に敗北。
更に半月後のアローワンス（D8F）に出走してコースレコード・4馬身差を付けての快勝。勢いに乗って8月末のカブリロハンデキャップ（G3・D9F）に出走してこれも勝利した。その後、デルマーブリーダーズッカップハンデキャップ（LS・D8F)に勝利して3連勝。しかし次のNYRAマイルハンデキャップ（LS・D8F）ではフォーティナイナーから1と半馬身差を付けられての3着に敗北した。
そして本番のBCスプリント（G1・D6F）。前走ヴォスバーグステークスまで6戦6勝の成績を挙げていたマイニングが1番人気、ビングクロスビーハンデなどの勝ち馬のオリンピックプロスペクトが2番人気、トムフールステークスで2着だったガルチがカップリングで3番人気、プレシジョニストは5番人気だった。レースは4番手で追走し、ストレートで逃げるヴェリーサトル（前年のBCスプリント優勝馬）を追いかけるが先にスパートを仕掛けたガルチがそのまま突き抜けて優勝。プレシジョニストは5着に終わった。
BC後にサイテーションハンデキャップ（G2・T9F）・ネイティブダイヴァーハンデキャップ（G3・D9F）を走るがいずれも2着に惜敗。さらに年末のサニーアイルH（LS・D7F)に出走するが12着に惨敗。これをもって二度目の引退が決定した。

### その後
二度目の引退後、フーパーは再びプレシジョニストを種牡馬として登録。4頭の産駒を儲けることに成功した。そのうちの1頭、プリサイスネスが母としてG3トロピカルパークダービーに優勝したドローアゲインを送り出している。
その後、1996年からプレシジョニストはフーパーの手を離れて、獣医シオバン・エリソンが所有するフェアフィールドの牧場へと移った。フーパーは2000年に102歳で死去。2003年にはアメリカ競馬殿堂入りを果たす。2006年からは功労馬の保護団体オールドフレンズの牧場に移るが、この年の9月になって手術不可能な腫瘍を発症し、安楽死処分に処された。享年25。

### 競走成績
| 出走日     | 競馬場             | 競走名                                | 格 | 頭数 | 枠順 | 人気 | 着順 | 騎手             | 斤量（ポンド） | 距離  | 馬場状態 | タイム  | 着差    | 1着（2着）馬           | 出典                    |
| ---------- | ------------------ | ------------------------------------- | -- | ---- | ---- | ---- | ---- | ---------------- | -------------- | ----- | -------- | ------- | ------- | ---------------------- | ----------------------- |
| 1983. 7.13 | ハリウッドパーク   | メイデン                              |    | 8頭  | 1番  | 1人  | 1着  | T.リプハム       | 116            | D6F   | 速       | 1.10.2  | 7 1/2身 | （Triumphant Banner）  | [ Race 1 ]              |
| 7.23       | ハリウッドパーク   | ハリウッドジュヴェナイルチャンピオンS | G2 | 9頭  | 9番  | 1人  | 5着  | T.リプハム       | 117            | D6F   | 速       | -       | 14身    | Althea                 | [ Race 2 ]              |
| 10.28      | サンタアニタ       | アローワンス                          |    | 7頭  | 1番  | 1人  | 1着  | C.マッキャロン   | 113            | D6.5F | 速       | 1.16.2  | 4 1/2身 | （Donnr Prty）         | [ Race 3 ]              |
| 11.25      | ハリウッドパーク   | ホイストザフラッグS                   |    | 8頭  | 4番  | 1人  | 1着  | C.マッキャロン   | 116            | T8F   | 良       | 1.37.6  | 1/2身   | （Fali Time）          | [ Race 4 ]              |
| 12.18      | ハリウッドパーク   | ハリウッドフューチュリティ            | G1 | 12頭 | 5番  | 1人  | 10着 | C.マッキャロン   | 121            | D8.5F | 速       | -       | 11身    | Fali Time              | [ Race 5 ]              |
| 出走日     | 競馬場             | 競走名                                | 格 | 頭数 | 枠順 | 人気 | 着順 | 騎手             | 斤量（ポンド） | 距離  | 馬場状態 | タイム  | 着差    | 1着（2着）馬           | 出典                    |
| 1984. 1.25 | サンタアニタ       | サンミゲルS                           |    | 5頭  | 2番  | 2人  | 1着  | C.マッキャロン   | 122            | D6F   | 速       | 1.09.0  | 2身     | （Fortunate ProSpect） | [ Race 6 ] [ Race 7 ]   |
| 2.11       | サンタアニタ       | サンヴィセンテS                       | G3 | 5頭  | 5番  | 1人  | 2着  | C.マッキャロン   | 122            | D7F   | 速       | -       | クビ    | Fortunate ProSpect     | [ Race 8 ]              |
| 3. 3       | サンタアニタ       | サンラファエルS                       | G2 | 6頭  | 2番  | 2人  | 1着  | C.マッキャロン   | 120            | D8F   | 速       | 1.22.8  | 5身     | （Fali Time）          | [ Race 9 ]              |
| 4. 8       | サンタアニタ       | サンタアニタダービー                  | G1 | 8頭  | 4番  | 1人  | 2着  | C.マッキャロン   | 120            | D9F   | 速       | -       | 1 1/4身 | Mighty AdverSry        | [ Race 10 ]             |
| 5. 5       | ハリウッドパーク   | スポットライトH                       |    | 10頭 | 1番  | 1人  | 6着  | W.ゲラ           | 123            | T8F   | 堅良     | -       | 9 3/4身 | TightS                 | [ Race 11 ]             |
| 6.30       | ハリウッドパーク   | シルヴァースクリーンH                 | G2 | 6頭  | 1番  | 1人  | 3着  | C.マッキャロン   | 121            | D9F   | 速       | -       | 1 1/2身 | TightS                 | [ Race 12 ]             |
| 7.22       | ハリウッドパーク   | スワップスS                           | G1 | 7頭  | 6番  | 3人  | 1着  | C.マッキャロン   | 123            | D10F  | 速       | 1.59.8  | 10身    | （Prince True）        | [ Race 13 ]             |
| 8.19       | デルマー           | デルマーダービー                      | G2 | 12頭 | 7番  | 1人  | 7着  | C.マッキャロン   | 124            | T9F   | 堅良     | -       | 6 1/2身 | TSunami Slew           | [ Race 14 ]             |
| 9. 3       | デルマー           | デルマー招待H                         | G2 | 10頭 | 10番 | 1人  | 1着  | C.マッキャロン   | 116            | D10F  | 速       | 1.56.8  | 1 3/4身 | （Pair of DeuceS）     | [ Race 15 ]             |
| 9.22       | ルイジアナダウンズ | スーパーダービー                      | G1 | 8頭  | 1番  | 2人  | 2着  | W.シューメーカー | 126            | D10F  | 速       | -       | アタマ  | Gate Dancer            | [ Race 16 ]             |
| 11.10      | ハリウッドパーク   | BCクラシック                          | G1 | 8頭  | 7番  | 4人  | 7着  | C.マッキャロン   | 122            | D10F  | 速       | -       | 28身    | Wild Again             | [ Race 17 ]             |
| 12.26      | サンタアニタ       | マリブS                               | G2 | 7頭  | 5番  | 1人  | 1着  | C.マッキャロン   | 126            | D7F   | 速       | 1.21.4  | 2 3/4身 | （Bunker）             | [ Race 18 ]             |
| 出走日     | 競馬場             | 競走名                                | 格 | 頭数 | 枠順 | 人気 | 着順 | 騎手             | 斤量（ポンド） | 距離  | 馬場状態 | タイム  | 着差    | 1着（2着）馬           | 出典                    |
| 1985. 1.19 | サンタアニタ       | サンフェルナンドS                     | G1 | 7頭  | 5番  | 1人  | 1着  | C.マッキャロン   | 126            | D9F   | 速       | 1.47.4  | 4身     | （Greinton）           | [ Race 19 ]             |
| 2. 3       | サンタアニタ       | チャールズHストラブS                  | G1 | 5頭  | 5番  | 1人  | 1着  | C.マッキャロン   | 124            | D10F  | 速       | 2.00.2  | ハナ    | （Greinton）           | [ Race 20 ]             |
| 3. 9       | サンタアニタ       | ポトレログランデH                     |    | 6頭  | 6番  | 1人  | 6着  | C.マッキャロン   | 128            | D6.5F | 速       | -       | 3 3/4身 | Fifty Sixina Row       | [ Race 21 ]             |
| 4.13       | サンタアニタ       | サンバーナーディノH                   | G2 | 6頭  | 3番  | 2人  | 2着  | C.マッキャロン   | 127            | D9F   | 速       | -       | クビ    | Greinton               | [ Race 22 ]             |
| 5.19       | ハリウッドパーク   | マーヴィンルロイH                     | G2 | 5頭  | 5番  | 1人  | 1着  | C.マッキャロン   | 125            | D8F   | 速       | R1.32.8 | 4身     | （Greinton）           | [ Race 23 ]             |
| 6. 9       | ハリウッドパーク   | カリフォルニアンS                     | G1 | 4頭  | 2番  | 1人  | 2着  | C.マッキャロン   | 126            | D8F   | 速       | -       | 2 3/4身 | Greinton               | [ Race 24 ]             |
| 6.23       | ハリウッドパーク   | ハリウッド金杯                        | G1 | 6頭  | 6番  | 1人  | 2着  | C.マッキャロン   | 125            | D10F  | 速       | -       | 1 3/4身 | Greinton               | [ Race 25 ]             |
| 11. 2      | アケダクト         | BCスプリント                          | G1 | 14頭 | 2番  | 4人  | 1着  | C.マッキャロン   | 126            | D6F   | 速       | 1.08.4  | 3/4身   | （Smile）              | [ Race 26 ]             |
| 11.30      | ハリウッドパーク   | ナショナルスプリントCS                | G3 | 6頭  | 5番  | 1人  | 4着  | C.マッキャロン   | 124            | D6F   | 重       | -       | 2 3/4身 | Pancho Villa           | [ Race 27 ]             |
| 出走日     | 競馬場             | 競走名                                | 格 | 頭数 | 枠順 | 人気 | 着順 | 騎手             | 斤量（ポンド） | 距離  | 馬場状態 | タイム  | 着差    | 1着（2着）馬           | 出典                    |
| 1986. 1.25 | サンタアニタ       | サンパスカルH                         | G2 | 6頭  | 5番  | 1人  | 1着  | C.マッキャロン   | 126            | D8.5F | 速       | 1.41.2  | 4 1/2身 | （Bare Minimum）       | [ Race 28 ]             |
| 3. 2       | サンタアニタ       | サンタアニタH                         | G1 | 13頭 | 4番  | 1人  | 6着  | C.マッキャロン   | 126            | D10F  | 速       | -       | 3 1/4身 | Greinton               | [ Race 29 ]             |
| 4.13       | サンタアニタ       | サンバーナーディノH                   | G2 | 4頭  | 1番  | 1人  | 1着  | C.マッキャロン   | 126            | D9F   | 速       | 1.47.6  | クビ    | （Greinton）           | [ Race 30 ]             |
| 6. 1       | ハリウッドパーク   | カリフォルニアンS                     | G1 | 7頭  | 1番  | 1人  | 1着  | C.マッキャロン   | 126            | D8F   | 速       | 1.33.6  | 1/2身   | （Super Diamond）      | [ Race 31 ]             |
| 7.20       | ハリウッドパーク   | ハリウッド金杯                        | G1 | 6頭  | 1番  | 1人  | 3着  | C.マッキャロン   | 127            | D10F  | 速       | -       | 2身     | Super Diamond          | [ Race 32 ]             |
| 8.16       | モンマスパーク     | フィリップHアイズリンH                | G1 | 5頭  | 2番  | 2人  | 2着  | C.マッキャロン   | 125            | D9F   | 不良     | -       | 2 1/4身 | Roo Art                | [ Race 33 ]             |
| 8.30       | ベルモントパーク   | ウッドワードS                         | G1 | 5頭  | 5番  | 1人  | 1着  | C.マッキャロン   | 126            | D9F   | 速       | 1.46.0  | 4 3/4身 | （Lady'S Secret）      | [ Race 34 ]             |
| 9.13       | ベルモントパーク   | マールボロCH                          | G1 | 5頭  | 1番  | 1人  | 2着  | J.ベラスケス     | 127            | D10F  | 速       | -       | 1 1/2身 | Turkoman               | [ Race 35 ]             |
| 10.13      | サンタアニタ       | ヤンキーヴァローH                     |    | 5頭  | 2番  | 1人  | 1着  | G.スティーヴンス | 127            | D9F   | 速       | 1.48.4  | 4 1/2身 | （Gathorn）            | [ Race 36 ]             |
| 11. 1      | サンタアニタ       | BCクラシック                          | G1 | 11頭 | 2番  | 2人  | 3着  | G.スティーヴンス | 126            | D10F  | 速       | -       | 2 1/2身 | Skywalker              | [ Race 37 ]             |
| 出走日     | 競馬場             | 競走名                                | 格 | 頭数 | 枠順 | 人気 | 着順 | 騎手             | 斤量（ポンド） | 距離  | 馬場状態 | タイム  | 着差    | 1着（2着）馬           | 出典                    |
| 1988. 6.29 | ハリウッドパーク   | アローワンス                          |    | 7頭  | 6番  | 1人  | -    | C.マッキャロン   | 115            | D8F   | 速       | 落馬    | -       | EpidauruS              | [ Race 38 ]             |
| 7.16       | ベルモントパーク   | トムフールS                           | G2 | 4頭  | 4番  | -    | 4着  | C.マッキャロン   | 119            | D7F   | 速       | -       | 8 3/4身 | King'S Swan            | [ Race 39 ]             |
| 8. 1       | デルマー           | アローワンス                          |    | 5頭  | 5番  | 1人  | 1着  | C.マッキャロン   | 114            | D8F   | 速       | R1.33.2 | 4身     | （Candi'S Gold）       | [ Race 40 ]             |
| 8.28       | デルマー           | カブリロハンデキャップ                | G3 | 4頭  | 4番  | 1人  | 1着  | C.マッキャロン   | 122            | D9F   | 速       | 1.47.2  | 3 1/2身 | （Conquering Hero）    | [ Race 41 ]             |
| 9.10       | デルマー           | デルマーBCH                           |    | 4頭  | 3番  | 1人  | 1着  | C.マッキャロン   | 125            | D8F   | 速       | 1.34.6  | 3/4身   | （Lively One）         | [ Race 42 ]             |
| 10.22      | アケダクト         | NYRAマイルH                           |    | 6頭  | 4番  | -    | 3着  | A.ベガ           | 56             | D8F   | 速       | -       | 1 1/2身 | Forty Niner            | [ Race 43 ]             |
| 11. 5      | チャーチルダウンズ | BCスプリント                          | G1 | 13頭 | 6番  | 4人  | 5着  | C.マッキャロン   | 126            | D6F   | 不良     | -       | 2 1/4身 | Gulch                  | [ Race 44 ]             |
| 11.20      | ハリウッドパーク   | サイテーションH                       | G2 | 11頭 | 10番 | 1人  | 2着  | C.マッキャロン   | 121            | T9F   | 堅良     | -       | クビ    | Forlitano              | [ Race 45 ] [ Race 46 ] |
| 12.10      | ハリウッドパーク   | ネイティヴダイヴァーH                 | G3 | 7頭  | 7番  | 2人  | 2着  | C.マッキャロン   | 123            | D9F   | 速       | -       | アタマ  | CutlaSS Reality        | [ Race 47 ]             |
| 12.24      | カルダー           | サニーアイルH                         |    | 12頭 | 5番  | 1人  | 12着 | C.ペレット       | 56             | D7F   | 速       | -       | 12身    | PoSition Leader        | [ Race 48 ]             |

## 血統表
| Precisionistの血統 | Precisionistの血統         | Precisionistの血統         | （血統表の出典）           | （血統表の出典） |
| 父系               | トウルビヨン系             | トウルビヨン系             | トウルビヨン系             | [ § 2 ]          |
| 父 Crozier         | 父の父My Babu              | Djebel                     | Tourbillon                 | Tourbillon       |
| 父 Crozier         | 父の父My Babu              | Djebel                     | Loika                      |                  |
| 父 Crozier         | 父の父My Babu              | Perfume                    | Badruddin                  | Badruddin        |
| 父 Crozier         | 父の父My Babu              | Perfume                    | Lavendula                  |                  |
| 父 Crozier         | 父の母Miss Olympia         | Olympia                    | Heliopolis                 | Heliopolis       |
| 父 Crozier         | 父の母Miss Olympia         | Olympia                    | Miss Dolphin               |                  |
| 父 Crozier         | 父の母Miss Olympia         | Valdina Marl               | Teddy's Comet              | Teddy's Comet    |
| 父 Crozier         | 父の母Miss Olympia         | Valdina Marl               | Lady Marlboro              |                  |
| 母 Excellently     | 母の父Forli                | Aristophanes               | Hyperion                   | Hyperion         |
| 母 Excellently     | 母の父Forli                | Aristophanes               | Commotion                  |                  |
| 母 Excellently     | 母の父Forli                | Trevisa                    | Advocate                   | Advocate         |
| 母 Excellently     | 母の父Forli                | Trevisa                    | Veneta                     |                  |
| 母 Excellently     | 母の母Poliniss             | Greek Game                 | Olympia                    | Olympia          |
| 母 Excellently     | 母の母Poliniss             | Greek Game                 | Sunday Supper              |                  |
| 母 Excellently     | 母の母Poliniss             | Poloriot                   | Polynesian                 | Polynesian       |
| 母 Excellently     | 母の母Poliniss             | Poloriot                   | Loriot                     |                  |
| 母系(F-No.)        | (FN:F11-g)                 | (FN:F11-g)                 | (FN:F11-g)                 | [ § 3 ]          |
| 5代内の近親交配    | Olympia：3×4 Hyperion：4×5 | Olympia：3×4 Hyperion：4×5 | Olympia：3×4 Hyperion：4×5 | [ § 4 ]          |
| 出典               | 1. 2. 3. 4.                | 1. 2. 3. 4.                | 1. 2. 3. 4.                | 1. 2. 3. 4.      |

父 Crozier はプレシジョニストと同じくフーパーの生産馬で、1963年のサンタアニタハンデキャップに勝利、他にも多数のステークス競走に勝利しており、1961年のケンタッキーダービーでは2着に入っている。種牡馬としても多数のグレードレース勝ち馬を出して成功を収めた。母 Excellently もフーパーの生産馬で現役時代は2戦0勝。Excellently の半兄に1973年のフューチュリティステークス（米G1）勝ちの Wedge Shot 、半妹に1978年のレイルバードステークス（米G3）勝ちの Eximious。この二頭はいずれも父 Crozier である。更に半妹 Skillful Miss の子に1981年のデルマーデビュタントステークス（米G2）・1982年のリンダヴィスタハンデ（米G3）勝ちの Skillful Joy 、Skillful Joyの孫にジャングルポケットがいる。